# Mansour Assoumani
Mansour Assoumani Gammali est un footballeur français né le 30 janvier 1983 à Nice évoluant au poste de défenseur central à l'ES Grau-du-Roi en Régional 1.
Formé au Montpellier HSC, il joue ensuite notamment au 1.FC Sarrebruck, au Sportfreunde Siegen, à Wrexham AFC et à Stockport County.

## Biographie
Mansour Assoumani commence le football au Cavigal de Nice, club de sa ville natale avant de rejoindre à l'âge de quinze ans le centre de formation du Montpellier HSC. Il intègre l'équipe réserve lors de la saison 2000-2001 et, dispute douze rencontres de CFA. Défenseur central habile de la tête, il est appelé la même saison en équipe de France des moins de 17 ans par le sélectionneur François Blaquart. Il connaît sa première sélection le 31 octobre 2000 face à la Suisse. Il inscrit le deuxième but de la rencontre remportée sur le score de deux buts à zéro.
L'année suivante, il fait ses débuts en équipe première lors d'une rencontre disputée à l'extérieur face au Lille OSC, le 18 août 2001. L'entraîneur Michel Mézy le titularise en défense centrale à la suite de l'absence pour blessure de Franck Silvestre. Il dispute l'intégralité de la rencontre perdue sur le score de deux buts à un. Il devient la même année international en équipe de France des moins de 19 ans et dispute les éliminatoires du championnat d'Europe 2002. Capitaine de l'équipe réserve en 2002-2003, il s'impose comme titulaire en équipe première la saison suivante, qui voit le club descendre en Ligue 2. Lors de cette saison, il est appelé pour la seule et unique fois en équipe de France espoirs par le sélectionneur Raymond Domenech. Il perd sa place de titulaire avec le recrutement de Frédéric Mendy et ne dispute que trente rencontres de Ligue 2 les deux saisons suivantes. En fin de contrat en 2006 et, peu utilisé en équipe première, il effectue un essai non concluant avec le club belge de La Gantoise en avril puis, quitte le club montpelliérain en fin de saison.
Mansour Assoumani rejoint alors le club allemand du 1.FC Sarrebruck qui évolue en Regionalliga Sud, la troisième division allemande avec pour objectif de monter en deuxième division. Le club se retrouve relégué en fin de saison et il quitte alors le club pour rejoindre le Sportfreunde Siegen, autre club de troisième division. Il n'évolue également dans ce club qu'une saison.
Après un essai non concluant au Stade brestois et dans les clubs belges du RAEC Mons en août, puis du VfR Aalen en septembre, il signe lors du mois de décembre 2008 à Leeds United un contrat d'un mois,. Il ne fait qu'une seule apparition avec l'équipe première, une défaite trois buts à un face au MK Dons. Après le départ de l'entraîneur Gary McAllister, son remplaçant Simon Grayson recrute deux nouveaux défenseurs et le contrat de Mansour Assoumani n'est pas renouvelé.
Il s'engage en avril 2009 en faveur du club de Wrexham FC, qui joue en Conference National, la cinquième division anglaise. Il dispute quarante matchs avec le club gallois puis, en 2010 rejoint Stockport County après avoir refusé une offre de prolongation. Après une saison de English League Two avec ce club, il retourne en France pour se rapproche de sa famille. Il met fin à sa carrière professionnelle et signe en amateur à la JS Saint-Jean Beaulieu, club de la région niçoise. En juin 2014, il devient champion du monde ConIFA avec le Comté de Nice. Un mois plus tard, il rejoint l'US Le Pontet, club de CFA.
Après un essai en décembre 2014 qui s'avère concluant, il s'engage, en janvier 2015, avec le FC Istres en National,. Il ne reste qu'une demi-saison au sein du club qui se retrouve relégué sportivement en CFA puis administrativement en division d'honneur régionale. Il retourne alors à l'US Le Pontet. Après quatre ans dans ce club, il rejoint le RC Védasien en Départementale 1 en juillet 2019. Il rejoint finalement l'ES Grau-du-Roi par la suite et il entame en 2023-2024 à 40 ans une nouvelle saison en Régional 1.

## Statistiques
Le tableau ci-dessous résume les statistiques en match officiel de Mansour Assoumani depuis ses débuts de joueur professionnel,,,.
| Saison              | Club                | Championnat        | Championnat | Championnat | Coupe nationale | Coupe nationale | Coupe de la Ligue | Coupe de la Ligue | JP Trophy | JP Trophy | Total | Total |
| Saison              | Club                | Division           | M.          | B.          | M.              | B.              | M.                | B.                | M.        | B.        | M.    | B.    |
| 2001-2002           | Montpellier HSC     | Ligue 1            | 2           | 0           | -               | -               | -                 | -                 | -         | -         | 2     | 0     |
| 2002-2003           | Montpellier HSC     | Ligue 1            | 15          | 1           | -               | -               | -                 | -                 | -         | -         | 15    | 1     |
| 2003-2004           | Montpellier HSC     | Ligue 1            | 27          | 1           | 2               | 0               | 1                 | 0                 | -         | -         | 30    | 1     |
| 2004-2005           | Montpellier HSC     | Ligue 2            | 15          | 2           | -               | -               | 2                 | 0                 | -         | -         | 17    | 2     |
| 2005-2006           | Montpellier HSC     | Ligue 2            | 15          | 0           | 2               | 1               | 1                 | 0                 | -         | -         | 18    | 1     |
| 2006-2007           | 1.FC Sarrebruck     | Regionalliga Süd   | 32          | 1           | 2               | 0               | -                 | -                 | -         | -         | 34    | 1     |
| 2007-2008           | Sportfreunde Siegen | Regionalliga Süd   | 27          | 2           | -               | -               | -                 | -                 | -         | -         | 27    | 2     |
| déc-janv 2008-2009  | Leeds United        | English League One | 1           | 0           | -               | -               | -                 | -                 | -         | -         | 1     | 0     |
| mars-juin 2008-2009 | Wrexham AFC         | Blue Sq Premier    | 3           | 0           | -               | -               | -                 | -                 | -         | -         | 3     | 0     |
| 2009-2010           | Wrexham AFC         | Blue Sq Premier    | 39          | 1           | 1               | 0               | 2                 | 0                 | -         | -         | 42    | 1     |
| 2010-2011           | Stockport County    | English League Two | 36          | 1           | 2               | 0               | 1                 | 0                 | 1         | 0         | 40    | 1     |